# Compromiso por México
Compromiso por México fue una alianza electoral formada por el Partido Revolucionario Institucional y el Partido Verde Ecologista de México, con el ex Gobernador del Estado de México, Enrique Peña Nieto, como candidato para competir en las Elecciones federales en México de 2012. Así mismo la alianza se replicó en las candidaturas a senadores por algunos estados y diputados federales en varios distritos electorales a lo largo del país.
Aunque el Partido Nueva Alianza pertenecía a la coalición, el día 20 de enero del 2012 la directiva de dicho instituto político decidió competir por separado.

## Resultados electorales

### Presidencia de México
|  | 32.62 % |

|  | 38.21 % |

|  | 5.59 % |

### Cámara de senadores
|  | 31.25 % |

|  | 37.00 % |

|  | 5.75 % |

### Cámara de diputados
|  | 31.93 % |

|  | 38.05 % |

|  | 6.12 % |

### Gubernaturas
|  | 67.14 % |

|  | 40.98 % |

|  | 38.41 % |

|  | 34.60 % |

|  | 42.94 % |

|  | 50.81 % |

|  | 19.73 % |

|  | 44.00 % |